# Laval-du-Tarn
Laval-du-Tarn är en kommun i departementet Lozère i regionen Occitanien i södra Frankrike. Kommunen ligger i kantonen La Canourgue som tillhör arrondissementet Mende. År 2022 hade Laval-du-Tarn 103 invånare.

## Befolkningsutveckling
Antalet invånare i kommunen Laval-du-Tarn
| Referens: INSEE |